# Torontská metropolitní univerzita
Torontská metropolitní univerzita (anglicky Toronto Metropolitan University, dříve Ryersonova univerzita, anglicky Ryerson University) je jedna ze tří univerzit v kanadském Torontu. Její osnovy zahrnují vědecké, umělecké a kulturní obory. Univerzita má více než 38 tisíc registrovaných studentů a nabízí přes 100 studijních programů v kategoriích B.Sc, M.Sc, M.A. a Ph.D.